# Марка геодезична
Марка геодезична —

Марка геодезична CST/berger 63-4000

- 1 Деталь центра геодезичного пункту, що має мітку, до якої відносять його координати.
- 2. Візирна мітка у виді пластини з малюнком або бісектором, симетричним щодо осі обертання пластини і розрахованим для конкретної відстані візування відповідно до параметрів сітки ниток зорової труби або з розсувною візирною щілиною.

Марка геодезична — чавунний знак, закладають в якості репера в кладку масивних нерухомих споруд (цоколі вокзалів і великих будівель, підвалини мостів, стінки шлюзів тощо.). Геодезична марка складається з диска з виступом для установки рейки і хвоста. Хвіст закладається в кладку, а диск залишається на поверхні стіни. Відлитий на диску напис містить назву установи, яка провадила нівелювання, і рік нівелювання.